# Communications et Progiciels d'aide à la gestion
Communications et Progiciels d'aide à la gestion (CPAGE) est un groupement d'intérêt public français, basé à Dijon. Son objet est l'édition de logiciels de gestion dédiés pour les hôpitaux publics, utilisés également par des maisons de retraite. Il a été créé en 2002.